# Trachyderes cauaburi
Trachyderes cauaburi là một loài bọ cánh cứng trong họ Cerambycidae.